# Hans-Gustav Felber
Hans-Gustav Felber (Wiesbaden, 8 luglio 1889 – Francoforte sul Meno, 8 marzo 1962) è stato un generale tedesco.

## Biografia
Felber iniziò la sua carriera militare il 17 marzo 1908 come alfiere nel reggimento di fanteria Großherzogin (Granduchessa) a Magonza e il 17 agosto 1909 fu promosso tenente. Durante la prima guerra mondiale prestò servizio come aiutante di campo di battaglione poi di reggimento e quindi come comandante di compagnia e poi di battaglione, e dal 1917 come Hauptmann (Capitano) nello Stato maggiore della divisione Granducato di Assia. Nel 1918 frequentò la scuola per Generali di Stato Maggiore "Sedan" e prestò servizio fino alla fine della guerra presso la 2ª armata (AOK 2). Fu insignito della Croce di Ferro di II e di I classe.
Dopo la fine della guerra egli rimase nelle Forze Armate e prestò servizio nell'esercito provvisorio e nella Reichswehr, dove fu dapprima comandante di Compagnia e successivamente aiutante di campo a livello di reggimento. Nel frattempo prestò servizio anche nella divisione organizzativa dell'Ufficio Truppe dello Stato Maggiore. Nel 1924 fu trasferito nello Stato maggiore dei comandanti di fanteria a Monaco di Baviera, dove dal 1925 fu capo fella formazione degli ufficiali. Frequentò dal 1931 i corsi di Wachenfeld, per cui dal 1º aprile 1932 divenne tenente colonnello. Felber ebbe nel 1933 il comando del I battaglione del I reggimento di fanteria e nell'estate del 1934, con la creazione dell'Accademia di Guerra, divenne colonnello.
Nel luglio del 1935 fu capo di Stato maggiore del III Corpo d'Armata della Wehrmacht, nel 1937 fu nominato Maggior generale e nell'aprile del 1938 capo di Stato Maggiore del Comando del Gruppo 3 dell'esercito a Dresda, che con l'attacco alla Polonia fu trasformato nell'VIII armata.
Nel febbraio del 1940 divenne Capo di Stato Maggiore del Gruppo di Armate C sotto il generale Wilhelm Ritter von Leeb e in questa funzione prese parte alla Campagna di Francia. Il 25 ottobre 1940, dopo la sua promozione a generale della fanteria, ebbe il comando del XIII Corpo d'Armata, che egli guidò durante l'attacco all'Unione Sovietica nell'ambito della 4ª Armata del Gruppo di Armate C. Nel gennaio del 1942 fu trasferito nella riserva dei comandanti in attesa di destinazione e nell'aprile all'Alto Comando XXXXV istituito sulla linea di demarcazione in Francia. Nel maggio 1942 fu istituito sotto il suo comando il Gruppo di Armate "Felber" (LXXXIII Corpo d'Armata). In questa funzione egli fu coinvolto nella Operazione Anton, l'occupazione della Francia meridionale nel novembre 1942. Nell'agosto 1943 passò il suo comando a Georg von Sodenstern, poiché a lui fu affidato il Comando militare del sudest (con competenza sulla Serbia). Dal 26 settembre fino al 27 ottobre 1944 comandò la divisione Serbia, compreso l'"Alto comando dei Vosgi" (chiamato anche Gruppo di corpi Felber), dal quale più tardi emerse il nuovo XIII Corpo d'Armata.
Dal 22 febbraio fino al 25 marzo 1945 comandò la VII armata. Il 23 marzo le truppe statunitensi, al comando del generale Patton, riuscirono ad attraversare il Reno presso Nierstein. Poco dopo Felber fu trasferito fino alla fine della guerra nella riserva. L'8 maggio fu preso prigioniero dagli americani, che lo rilasciarono l'8 maggio del 1948.

## Presunta partecipazione a crimini di guerra
La deportazione di ebrei polacchi dal Ghetto di Łódź fu ordinata da Felber come ex Capo di Stato maggiore della 8ª armata, prima che il corrispondente ordine fosse stato emesso da Reinhard Heydrich, il che mostra come la Wehrmacht fosse coinvolta fin dai primi tempi nella persecuzione degli Ebrei.
Dopo l'Operazione Anton il gruppo di armate di Felber fu competente per le misure di difesa della Francia del sud, prima sotto il controllo del Governo di Vichy. Quindi le truppe di Felber furono coinvolte, fra l'altro nel gennaio 1943, nelle deportazioni degli Ebrei da Marsiglia e nell'evacuazione e distruzione dei quartieri del porto.
Contro Felber nel 1949 fu avviato un processo-indagine davanti al tribunale di Francoforte sul Meno per violazione dei diritti umani a proposito degli omicidi di prigionieri in Serbia, che tuttavia non ebbe seguito.